# Zmaj (album)
Zmaj je jedanaesti studijski album Indire Radić. Objavljen je u prosincu 2003. godine.
Album je prodan u nakladi od 100 000 primjeraka.

## Popis pjesama
Tekstovi: Marina Tucaković, glazba: Goran Ratković Rale.
| Br. | Skladba                  | Trajanje |
| --- | ------------------------ | -------- |
| 1.  | »Zmaj«                   | 3:31     |
| 2.  | »Moj živote dal' si živ« | 3:51     |
| 3.  | »Vatromet«               | 3:35     |
| 4.  | »Nisam sumnjala«         | 4:07     |
| 5.  | »Svejedno je«            | 3:58     |
| 6.  | »Tetovaža«               | 4:16     |
| 7.  | »Bio si mi drag«         | 3:22     |
| 8.  | »Tika-Tak«               | 3:45     |
| 9.  | »Zašto tako naopako«     | 3:20     |
| 10. | »Pedeset godina«         | 3:33     |

## Izdanja
| Regija             | Godina | Format(i)  | Izdavač          | Ref.  |
| ------------------ | ------ | ---------- | ---------------- | ----- |
| Srbija i Crna Gora | 2003.  | CD, kaseta | Grand Production | [ 1 ] |
| Bugarska           | 2004.  | CD         | Payner           | [ 1 ] |